# Bill Baker (Baseballspieler)
William Presley „Bill“ Baker (* 22. Februar 1911 in Paw Creek, North Carolina; † 13. April 2006 in Myrtle Beach, South Carolina) war ein US-amerikanischer Baseballspieler in der Major League Baseball (MLB) auf der Position des Catchers. 1940 gewann er mit den Cincinnati Reds die World Series.

## Werdegang
Baker spielte Baseball und Football auf der High School in Salisbury. Ab 1931 spielte er in der Minor League Baseball (MiLB). Sein Debüt in der MLB gab er am 4. Mai 1940 im Trikot der Cincinnati Reds gegen die Philadelphia Phillies. In dem Spiel hatte Baker ein At Bat. Das Spiel gewannen die Reds mit 3 zu 2. In seinem Debütjahr hatte er zugleich seinen größten Erfolg als Profispieler, denn zusammen mit den Reds gewann Baker die World Series. Ein Jahr später wechselte er zu den Pittsburgh Pirates, wo er bis 1943 auflief. Im selben wurde er zur U.S. Navy berufen um im Zweiten Weltkrieg zu dienen. Nach dem Krieg lief er 1946 wieder für die Pirates in der MLB auf und absolvierte 53 Spiele. Seine letzten beiden Jahre als Profispieler verbrachte Baker 1948 und 1949 bei den St. Louis Cardinals, für die er in 65 Spielen auflief.
Baker starb am 13. April 2006 im Alter von 95 Jahren nach zweimonatiger Krankheit.